# إبراهيما بامبا
إبراهيما كادر أريل بامبا (بالإنجليزية: Ibrahima Kader Ariel Bamba)‏ هو لاعب كرة قدم إيطالي، من مواليد 22 أبريل/نيسان 2002، يلعب في مركز خط وسط الدفاع مع نادي الدحيل القطري.